# Die Nigger Die!
Die Nigger Die! (literalmente: Muere negro muere!) es una autobiografía escrita por el activista político norteamericano H. Rap Brown, posteriormente conocido como Jamil Abdullah al-Amin. La primera edición salió en los Estados Unidos (Dial Press) en 1969 y un año después en el Reino Unido (por Allison & Busby).

## Argumento
La obra de Brown fue lanzada con el fin de describir su lucha y experiencias acumuladas como activista en pro de los derechos civiles y cómo se vivía el racismo en los Estados Unidos de los años 60.  
Con su relato, el autor quería expresas sus opiniones sobre aquellos que los afroestadounidense deben hacer para liberarse de la opresión blanca. Como presidente del Comité Coordinador de Estudiantes No Violento, y desde 1968 miembro del Partido Pantera Negra, Brown estuvo muy involucrado con organizaciones que defendían la ideología del Poder Negro.  
Después de la condena de Brown por asesinato en marzo de 2002, el libro fue reimpreso por Lawrence Hill Press, con un prólogo del novelista y activista por los derechos civiles Michael Thelwell.

## Portada
Con el fin de proyectar su lucha encabezando manifestaciones, como portada decidió poner una imagen suya siendo inmovilizado por la policía. Por lo que respeta al título elegido, hace uso de la palabra "nigger" usada habitualmente como peyorativo hacia la gente negra.  